# Jörg Ratgeb

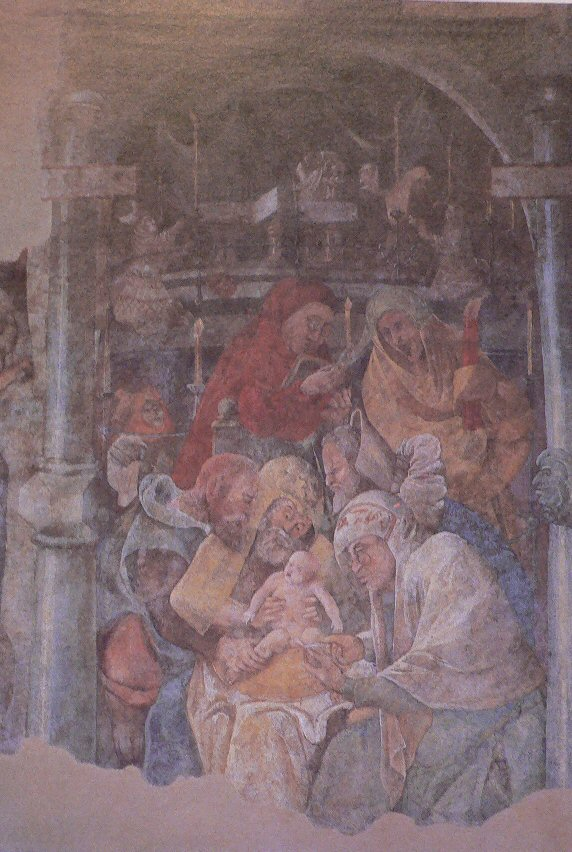
Frescos de Jörg Ratgeb en el convento de la orden del Carmelo en Fráncfort

Jörg (o Jerg) Ratgeb (literalmente, «Quien da consejos») (Schwäbisch Gmünd, hacia 1480 - Pforzheim, 1526) fue un pintor y revolucionario alemán. Está considerado uno de los artistas más originales de la época de Durero.

## Biografía
Se desconoce qué formación recibió Ratgeb, aunque se cree que viajó a Flandes y el norte de Italia. Parece que le influyó Grünewald. Debido a su participación en la Rebelión de los campesinos de 1525, fue ejecutado por desmembramiento al año siguiente. Los motivos de su compromiso político son indeterminados, pues era un burgués de Suabia y no un campesino. La Historia del Arte oficial en la República Democrática Alemana (RDA) hizo de él -erróneamente, a la vista de las investigaciones actuales- un precursor de la lucha por los «pobres de la tierra». Parece que, en todo caso, era un converso al protestantismo.

## Obra

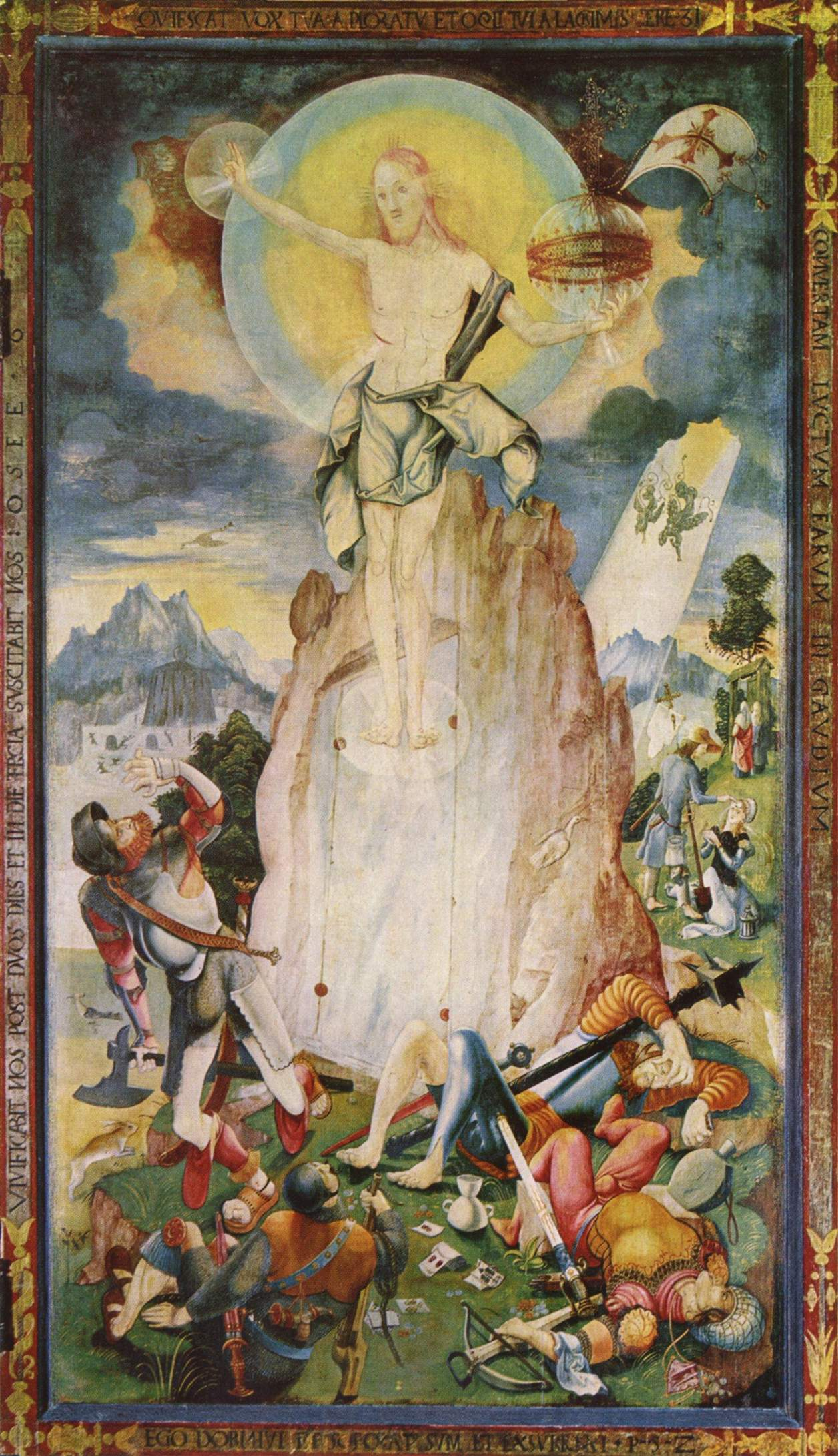
Retablo de Herrenberg: Resurrección.

Su primera obra documentada es el «Retablo de Santa Catalina» de la iglesia parroquial de Schwaigern (1510).
No obstante, la mayor parte de su obra pictórica ha desaparecido. Cabe señalar, en especial, sus frescos con escenas de la vida del Salvador, realizados entre 1504 y 1517 para el convento de la orden carmelita en Fráncfort del Meno, de los que sólo quedan algunos fragmentos. Resultaron dañados en 1944.
Permanece, sin embargo, de la obra realizada por su mano, el gigantesco retablo de la Pasión, llamado «retablo de Herrenberg» (1518-1519, museo de Stuttgart). Esta obra asombra por sus colores violentamente llamativos, la truculencia de las características de los personajes y la libertad con la que se tratan perspectivas y proporciones. Pintado en la misma época que el retablo de Issenheim de Matthias Grünewald, esta obra va aún más allá en lo extraño (lo que se ve particularmente si se comparan los paneles de la resurrección respectivos). Jörg Ratgeb fue olvidado durante mucho tiempo, y descubierto de nuevo a partir de los años 1930 gracias a una importante monografía del historiador del arte Wilhelm Fraenger.